# پاگوسا اسپرینگز (کلرادو)
پاگوسا اسپرینگز (به انگلیسی: Pagosa Springs) شهری در ایالت کلرادو کشور ایالات متحده آمریکا است که جمعیت آن در سرشماری سال ۲۰۱۰ میلادی، ۱٬۷۲۷ نفر بوده‌است.